# Arjitea
Arjitea (gr. Δήμος Αργιθέας, Dimos Arjiteas) – gmina w Grecji, w administracji zdecentralizowanej Tesalia-Grecja Środkowa, w regionie Tesalia, w jednostce regionalnej Karditsa. W 2011 roku liczyła 3450 mieszkańców. Powstała 1 stycznia 2011 roku w wyniku połączenia dotychczasowych gmin Achelos i Arjitea oraz wspólnoty Anatoliki Arjitea. Siedzibą gminy jest Antiro.